# Volnovaha
Volnovaha (în ucraineană Волноваха) este un oraș din Ucraina.